# George Pogosov
George Pogosov (George Pogosjan) (* 14. července 1960 Kyjev, Sovětský svaz) je bývalý sovětský a ukrajinský sportovní šermíř arménského původu, který se specializoval na šerm šavlí. Sovětský svaz a Ukrajinu reprezentoval na přelomu osmdesátých a devadesátých let. Jako sovětský reprezentant zastupoval kyjevskou šermířskou školu, která spadala pod Ukrajinskou SFSR. Na olympijských hrách startoval v roce 1988 a 1992 v soutěži jednotlivců a družstev. V roce 1984 přišel o olympijské hry kvůli bojkotu. V roce 1990 obsadil druhé místo na mistrovství světa v soutěži jednotlivců. Se sovětským družstvem šavlistů a s družstvem Společenství nezávislých států (1992) vybojoval v roce 1988 stříbrnou a v roce 1992 zlatou olympijskou medaili. Se sovětským družstvem šavlistů vybojoval šest titul mistra světa v roce 1983, 1985, 1986, 1987, 1989 a 1990.